# جونغ يي سيو
جونغ يي سيو (بالكورية: 정이서)‏ هي ممثلة كورية جنوبية، ولدت يوم 13 أغسطس 1993 في سول في كوريا الجنوبية.

## روابط خارجية
- جونغ يو سيو على موقع IMDb (الإنجليزية)
- جونغ يو سيو على موقع قاعدة بيانات الفيلم (الإنجليزية)